# Akin Euba
Akin Euba, cuyo nombre completo es  Olatunji Akin Euba (Lagos, Nigeria, 28 de abril de 1935 - 14 de abril de 2020) fue un compositor nigeriano yoruba, etnomusicólogo y pianista.

## Biografía
Euba estudió composición musical con Arnold Cooke en el Trinity College of Music, Londres, y con Roy Travis en la Universidad de California, Los Ángeles. Obtuvo el doctorado en etnomusicología en la Universidad de Ghana en 1974 y trabaja como profesor de música en la Universidad de Pittsburgh. Es el fundador y director del Centro de Artes y Música Interculturales de Londres.
Los intereses de Euba incluyen la musicología y etnomusicología del interculturalismo moderno. Ha organizado simposios regulares sobre música de África y la Diáspora en el Churchill College, Cambridge así como en el Central Conservatory of Music, Pekín. Estos acontecimientos han destacado a tales compositores notables y eruditos como la J. H. Kwabena Nketia y Halim El-Dabh.
Sus composiciones implican una síntesis de material africano tradicional (a menudo de su propio grupo étnico, el Yoruba), y la música contemporánea clásica. Su composición más ambiciosa es la ópera Chaka (1970), que mezcla la percusión de África occidental y flautas atenteben con técnica de doce tonos.

## Discografía
- 1999 - Chaka: Una Ópera en dos Cánticos, inspirada en el poema épico de Léopold Sédar Senghor.
- 2005 - Hacia un Pianismo Africano: Una Antología de Música de Teclado de África y la Diáspora. Vol. 1.
- 2005 - Hacia un Pianismo Africano: Una Antología de Música de Teclado de África y la Diáspora. Vol. 2.